# Menschen, die ihr wart verloren

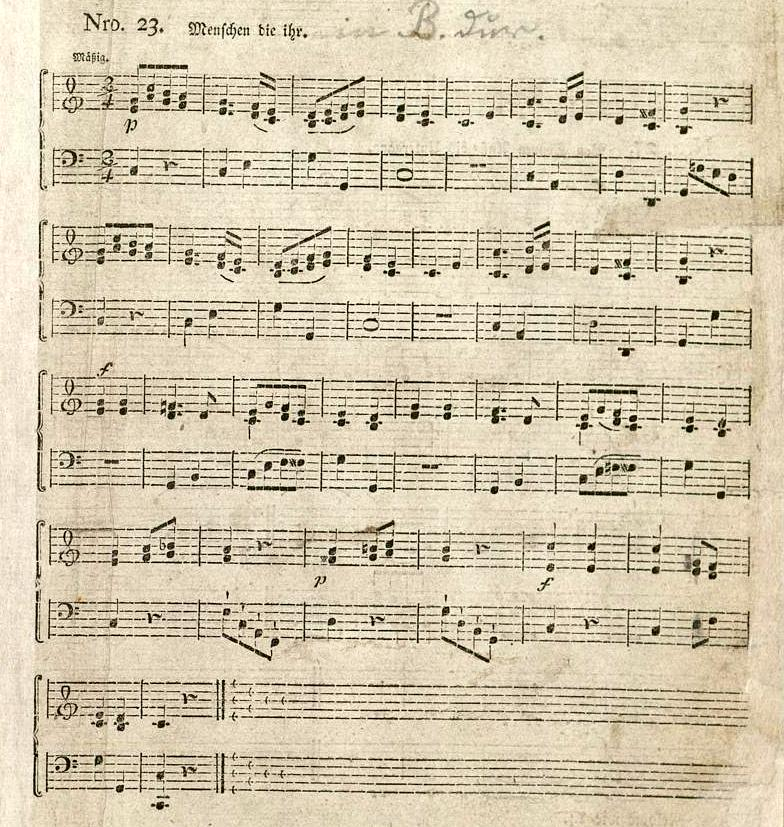
Menschen, die ihr wart verloren, Melodie mit Orgelbegleitsatz, aus: Orgelbegleitung zu den Gesängen beym Römisch-kathol. Gottesdienste. Herausgegeben von C. B. Verspoell, Münster 1810

„Menschen, die ihr wart verloren“ ist ein ursprünglich zehnstrophiges katholisches Kirchenlied für den Weihnachtsfestkreis. Sowohl der Text wie die lebhafte Melodieⓘ mit ihrer wirkungsvollen Schlusssteigerung zum dreifachen „Ehre sei Gott“ stammen von dem münsterischen Geistlichen Christoph Bernhard Verspoell (1743–1818). War das Lied bis 2013 (lediglich) mit kleinen Textvariationen Bestandteil verschiedener Diözesananhänge des alten Gotteslobs, so steht es im neuen Gotteslob (2013) im Stammteil unter der Nummer 245. Hierzu werden die Originalstrophen 1, 5, 8 und 9 herangezogen und unter den laufenden Nummern 1 bis 4 in gleicher Reihenfolge wiedergegeben. Unter der Nummer 66 ist es Teil des 1995 erstmals herausgegebenen evangelischen (Gnadauer Gemeinschaftsverband, Pietismus) Liederbuches „Jesus – unsere Freude“. Heino sang Menschen die ihr wart verloren 1974 für die LP „Deutsche Weihnacht ...und festliche Lieder“

## Text
1.

Menschen, die ihr wart verloren,

lebet auf, erfreuet euch!

Heut ist Gottes Sohn geboren,

heut ward er den Menschen gleich.

    Lasst uns vor ihm niederfallen,

    ihm soll unser Dank erschallen:

    „Ehre sei Gott, Ehre sei Gott,

    Ehre sei Gott in der Höhe!“

2. (5.)

Welche Wunder reich an Segen

stellt uns dies Geheimnis dar!

Seht, der kann sich selbst nicht regen,

durch den alles ist und war.

    Lasst uns vor ihm niederfallen …

3. (8.)

Selbst der Urquell aller Gaben

leidet solche Dürftigkeit!

Welche Liebe muss der haben,

der sich euch so ganz geweiht!

    Lasst uns vor ihm niederfallen …

4. (9.)

Menschen! Liebt, o liebt ihn wieder

und vergesst der Liebe nie!

Singt mit Andacht Dankeslieder

und vertraut, er höret sie!

    Lasst uns vor ihm niederfallen …

## Melodie
Quelle: T und M: Christoph Bernhard Verspoell, Münster 1810.

## Bearbeitung
Heinrich Fidelis Müller komponierte zu Verspoells Text eine eigene Melodie und integrierte das Lied in sein Werk Weihnachtsoratorium Op. 5.